# Йоэнсен, Иван
Ива́н Йо́энсен (фар. Ivan Joensen; род. 20 февраля 1992 года в Торсхавне, Фарерские острова) — бывший фарерский футболист, полузащитник, выступавший за клубы «КИ» и «Б68».

## Клубная карьера
Иван является воспитанником клаксвуйкского «КИ». Его дебют за эту команду состоялся 4 апреля 2009 года в матче премьер-лиги Фарерских островов против клуба «НСИ»: полузащитник вышел на поле в стартовом составе и на 78-й минуте был заменён на Аллана Йоэнсена. Через 11 дней в поединке с «Вуйчингуром» Иван забил свой первый гол на турнире. Всего в своём первом сезоне во взрослом футболе он провёл 13 встреч в первенстве архипелага и отметился в них 2 забитыми мячами. По итогам сезона-2009 «КИ» опустился в первый дивизион. Иван остался в клубе в качестве игрока ротации состава и внёс свой вклад в его возвращение в высшую лигу, приняв участие в 10 матчах. Следующие 2 года полузащитник также использовался в ротации «КИ», отыграв в сумме 29 матчей в фарерской премьер-лиге. В 2013—2014 годах Иван был твёрдым игроком основы коллектива из Клаксвуйка и сыграл в общей сложности в 44 матчах чемпионата архипелага. В сезоне-2015 он потерял место в составе «КИ», приняв участие всего в 1 встрече высшего дивизиона.
15 ноября 2015 года состоялся переход Ивана из «КИ» в «Б68». Дебютировав за тофтирцев 3 апреля 2016 года в игре с «Вуйчингуром», суммарно он провёл за них всего 4 встречи в премьер-лиге. 23 апреля 2016 года на 33-й минуте матча кубка Фарерских островов против клуба «Гиза/Хойвуйк» Иван получил травму и был заменён на Михала Пшибыльского. Он выбыл из строя до конца сезона и покинул «Б68» в январе 2017 года. Иван вернулся в «КИ» и провёл 4 встречи за дублирующий состав этого клуба в сезоне-2017. В 2018 году он сделал годичную паузу в карьере. В сезоне-2019 Иван вернулся в футбол и сыграл 1 матч за вторую команду «КИ». Не сумев вернуться на былой уровень, он принял решение завершить свои выступления весной 2019 года.

## Международная карьера
В 2008 году Иван выступал за юношескую сборную Фарерских островов до 17 лет, приняв участие в 6 матчах. В 2009 году он был членом юношеской сборной Фарерских островов до 19 лет, за которую отыграл 2 встречи. В 2013 году полузащитник защищал цвета молодёжной сборной архипелага и сыграл за неё 4 игры.

## Клубная статистика
| Выступление      | Выступление      | Выступление      | Лига | Лига | Кубки | Кубки | Еврокубки | Еврокубки | Прочие | Прочие | Итого | Итого |
| Клуб             | Лига             | Сезон            | Игры | Голы | Игры  | Голы  | Игры      | Голы      | Игры   | Голы   | Игры  | Голы  |
| ---------------- | ---------------- | ---------------- | ---- | ---- | ----- | ----- | --------- | --------- | ------ | ------ | ----- | ----- |
| КИ Клаксвик      | Премьер-лига     | 2009             | 13   | 2    | 1     | 0     | 0         | 0         | 0      | 0      | 14    | 2     |
| КИ Клаксвик      | Первый дивизион  | 2010             | 10   | 0    | 0     | 0     | 0         | 0         | 0      | 0      | 10    | 0     |
| КИ Клаксвик      | Премьер-лига     | 2011             | 12   | 0    | 0     | 0     | 0         | 0         | 0      | 0      | 12    | 0     |
| КИ Клаксвик      | Премьер-лига     | 2012             | 17   | 2    | 2     | 0     | 0         | 0         | 0      | 0      | 19    | 2     |
| КИ Клаксвик      | Премьер-лига     | 2013             | 22   | 2    | 4     | 0     | 0         | 0         | 0      | 0      | 26    | 2     |
| КИ Клаксвик      | Премьер-лига     | 2014             | 22   | 0    | 1     | 0     | 0         | 0         | 0      | 0      | 23    | 0     |
| КИ Клаксвик      | Премьер-лига     | 2015             | 1    | 0    | 0     | 0     | 0         | 0         | 0      | 0      | 1     | 0     |
| КИ Клаксвик      | Итого            | Итого            | 97   | 6    | 8     | 0     | 0         | 0         | 0      | 0      | 105   | 6     |
| Б68              | Премьер-лига     | 2016             | 4    | 0    | 1     | 0     | 0         | 0         | 0      | 0      | 5     | 0     |
| Б68              | Итого            | Итого            | 4    | 0    | 1     | 0     | 0         | 0         | 0      | 0      | 5     | 0     |
| КИ Клаксвик II   | Первый дивизион  | 2017             | 4    | 0    | 0     | 0     | 0         | 0         | 0      | 0      | 4     | 0     |
| КИ Клаксвик II   | Первый дивизион  | 2019             | 1    | 0    | 0     | 0     | 0         | 0         | 0      | 0      | 1     | 0     |
| КИ Клаксвик II   | Итого            | Итого            | 5    | 0    | 0     | 0     | 0         | 0         | 0      | 0      | 5     | 0     |
| Всего за карьеру | Всего за карьеру | Всего за карьеру | 106  | 6    | 9     | 0     | 0         | 0         | 0      | 0      | 115   | 6     |